# Stadionverbot
Ein Stadionverbot untersagt einzelnen Personen, Sportveranstaltungen eines Vereins oder eines Sportverbandes zu besuchen.
Dabei macht der Veranstalter der Sportveranstaltung von seinem Hausrecht Gebrauch. Ziel der Maßnahme ist zum einen die Gewährleistung der Sicherheit, zum anderen die Sanktionierung von Vergehen.
Vor allem im Fußball finden Stadionverbote häufig Anwendung.

## Deutschland

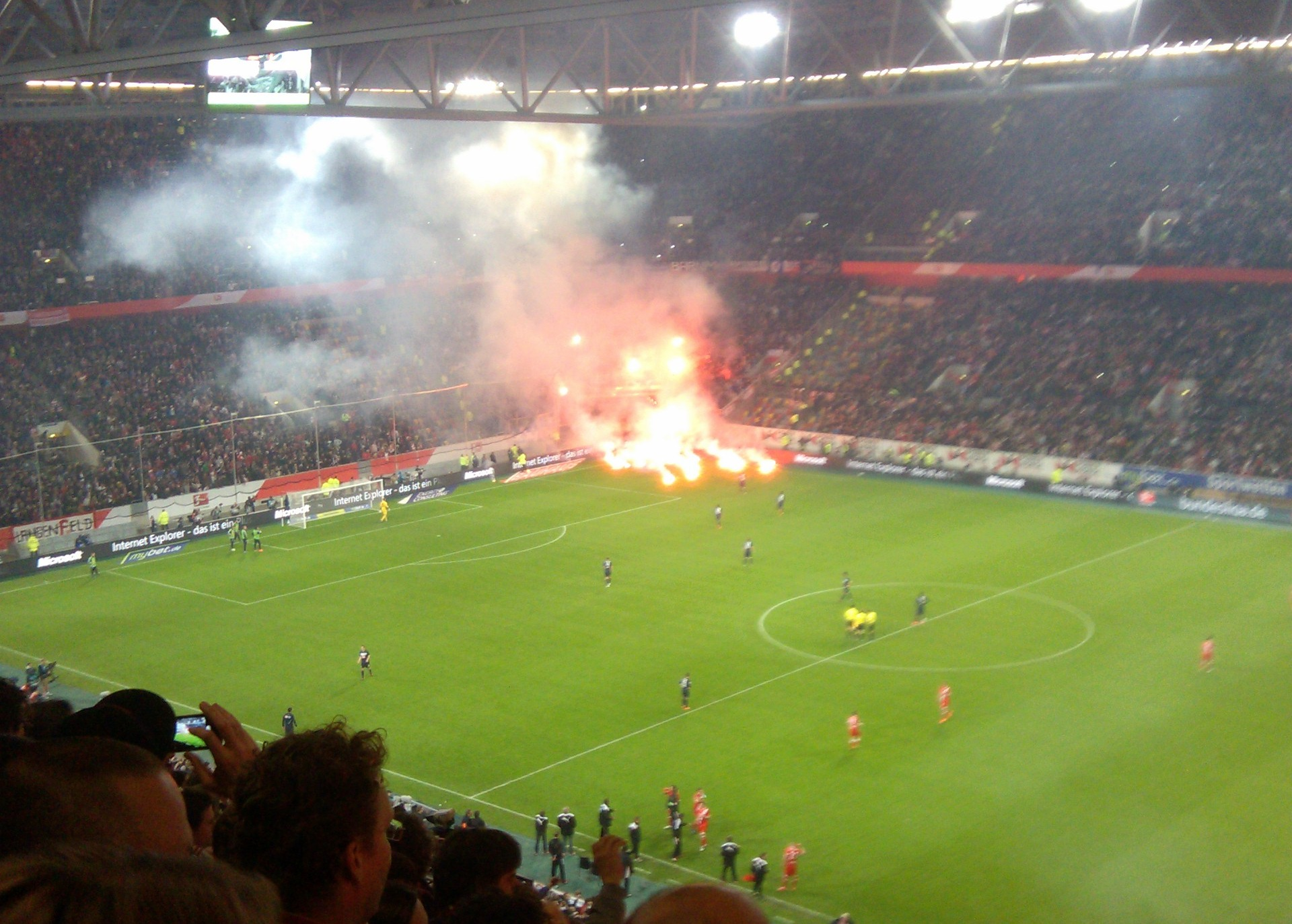
Pyrotechnik im Gästefanblock während eines Fußballspiels

Stadionverbote werden in Deutschland seit den frühen 1990ern ausgesprochen. In den Ligen des DFB gibt es sowohl örtliche als auch bundesweite Stadionverbote. Bundesweite Verbote gelten für die obersten vier Ligen, den DFB-Pokal und Länderspiele. Sie werden vom ausrichtenden Verein oder vom DFB selbst ausgesprochen. Die Umsetzung wird durch die „Richtlinien zur einheitlichen Behandlung von Stadionverboten“ geregelt.
Ein Stadionverbot kann unter anderem aufgrund folgender Vergehen ausgesprochen werden:
- Körperverletzung
- Abbrennen von Pyrotechnik
- rechtsradikale oder rassistische Handlungen
- Land- und Hausfriedensbruch
- Diebstahl
- Vandalismus

Die zugrunde gelegten Vergehen müssen, wenn sie im Zusammenhang mit einer Sportveranstaltung standen, nicht zwingend an der Sportstätte selbst stattgefunden haben. Außerdem bedarf es für ein Verbot keiner rechtskräftigen Verurteilung für eine Straftat. Ausreichend ist bereits ein gegen eine Person eingeleitetes Ermittlungsverfahren. Häufig wird ein Verbot auf Empfehlung der Polizei erteilt.
Ein Stadionverbot kann dabei je nach Schwere des Falles für einen Zeitraum von einer bis zu drei Spielzeiten ausgesprochen werden, die Mindestdauer beträgt eine Woche. Ein örtliches Stadionverbot wird nur bei minderschweren Fällen ausgesprochen (Höchstdauer: ein Jahr). 2008 lockerte der DFB die Richtlinien und reduzierte die maximale Betretungsverbotzeit von fünf auf drei Jahre.
Allerdings beschlossen Vertreter von Verbänden, Profivereinen und staatlichen Stellen bei einer Sicherheitskonferenz im Juli 2012, die anlässlich der vielen negativen Vorfälle am Ende der vorangegangenen Saison unter anderem bei den Relegationsspielen abgehalten wurde, die Höchstdauer für Stadionverbote auf zehn Jahre zu erhöhen.
Zum 1. Juli 2016 bestanden 2.351 bundesweite Stadionverbote.

### Kontroversen und Urteile
Umstritten sind Stadionverbote vor allem als präventive Maßnahme. Fangruppierungen, Fanclubverbände und andere Organisationen wie auch einige Fanprojekte engagieren sich für eine generelle Änderung der Richtlinien. So sollen Stadionverbote nur nach rechtskräftigen Urteilen oder zumindest bei einem konkreten dringenden Tatverdacht verhängt werden. Nach Auffassung der DFB-Kommission Prävention & Sicherheit ist aber ein präventives Eingreifen unerlässlich. In einem konkreten Fall eines Fans des FC Bayern München wurde vom Bundesgerichtshof in Karlsruhe ein Grundsatzurteil gefällt. In diesem Fall geriet ein Fan nach eigenen Angaben unbeabsichtigt in eine Randale mit Fans des MSV Duisburg in der Duisburger Innenstadt. Die Staatsanwaltschaft stellte ein Ermittlungsverfahren wegen Landfriedensbruchs ein. Dennoch verhängte der MSV Duisburg gegen alle Personen, gegen die ermittelt wurde, ein bundesweites Stadionverbot. Der BGH stellte fest, dass die Maßnahme durch das Hausrecht gedeckt sei. Der Vorsitzende Richter Wolfgang Krüger betonte, dass die Vereine im Interesse aller Zuschauer für einen störungsfreien Ablauf der Spiele zu sorgen hätten. Des Weiteren stellte das Gericht fest, dass im konkreten Fall die Ermittlungen eingestellt worden seien – allerdings sei der Kläger „nicht zufällig“ in die randalierende Gruppe geraten, sondern habe ihr angehört. Über die gegen das Urteil eingelegte Verfassungsbeschwerde (Az. 1 BvR 3080/09) strebte das Bundesverfassungsgericht für das Jahr 2017 eine Entscheidung an. Berichterstatter ist Johannes Masing. Am 11. April 2018 wurde die Verfassungsbeschwerde zurückgewiesen.
Das BGH-Urteil löste bei vielen Fangruppen Empörung aus. Auch Fanverbände sehen in dem Urteil eine Problematik, die unter den Fans dauerhaft für Unmut der Fangruppen sorgen wird. Der Sicherheitsbeauftragte des DFB Helmut Spahn argumentierte allerdings dagegen, dass man mit dem Thema Stadionverbote sehr sensibel umgehe. Ferner stellte er klar, dass die Richtlinien eine Anhörung der betroffenen Fans durch die Vereine vorsehen, diese aber nicht immer davon Gebrauch machen. Der Anwalt des zum Tatzeitpunkt erst 16-Jährigen sprach in der Verhandlung von Sippenhaft. Der Heimverein kündigte aufgrund des Stadionverbotes streng nach der Satzung des Vereins die Dauerkarte und die Mitgliedschaft des jungen Mannes.
Dennoch sind die Praktiken im Umgang mit Stadionverboten Anlass zu Diskussionen. So stellt der Journalist Helmut Kerscher in der Süddeutschen Zeitung die Rechtsstaatlichkeit des Verfahrens in Frage. Hauptargument ist, dass es nach deutschem Strafrecht gegen die Einstellung eines Verfahrens seitens des Angeklagten keine Rechtsmittel gibt. Beim Fortbestand eines Stadionverbotes kommt es aber darauf an, ob das Verfahren wegen Geringfügigkeit oder mangelnden Tatverdachts eingestellt wurde. Somit ist es allein von der Beurteilung der Polizei und des ermittelnden Staatsanwalts abhängig, ob gegen den Betroffenen ein Stadionverbot verhängt wird oder nicht. Diese Bedenken werden auch in der deutschen Rechtswissenschaft, vor allem im Verfassungsrecht, geteilt.

## Weitere Länder
In Österreich und in der Schweiz sind Stadionverbote ähnlich wie in Deutschland geregelt, die Schweiz kennt mit dem Rayonverbot ein weiteres Instrument zur Bekämpfung des Hooliganismus. 
In einigen anderen Ländern besteht auch die Möglichkeit, ein lebenslanges Stadionverbot auszusprechen, so zum Beispiel in England.

## Ausschluss von allen Tätigkeiten im Fußball
Nach den FIFA-Regularien können Fußballspieler und -funktionäre zeitlich befristet von „allen Tätigkeiten im Fußball ausgeschlossen“ werden. Dieser Ausschluss schließt auch den reinen Besuch von Fußballspielen mit ein, beinhaltet somit also auch ein zeitlich befristetes Stadionverbot.
Von einem solchen Stadionverbot betroffen waren im Jahr 2014 Franz Beckenbauer (3 Monate – nach zwei Wochen wieder aufgehoben) und der uruguayische Nationalspieler Luis Suárez (4 Monate).